# Augusta Hanowerska
Augusta Hanowerska (ur. 19 lipca 1822 w Hanowerze, zm. 5 grudnia 1916 w Neustrelitz) – księżniczka Zjednoczonego Królestwa Wielkiej Brytanii i Irlandii, Hanoweru, Brunszwiku-Lüneburga oraz poprzez małżeństwo z Fryderykiem Wilhelmem wielka księżna Meklemburgii-Strelitz. Podczas panowania jej męża Wielkie Księstwo Meklemburgii-Strelitz stało się częścią Związku Północnoniemieckiego, a następnie Cesarstwa Niemieckiego.

## Życiorys
Augusta Karolina Szarlotta Elżbieta Maria Zofia Ludwika Hanowerska (ang. Her Royal Highness Princess Augusta Caroline Charlotte Elisabeth Mary Sophia Louise of Cambridge) urodziła się jako starsza z dwóch córek (drugie spośród trojga dzieci) księcia Adolfa Hanowerskiego i jego żony Augusty Wilhelminy Heskiej. Była wnuczką króla Jerzego III.
28 czerwca 1843 w Buckingham Palace w Londynie poślubiła swojego brata ciotecznego, następcę tronu Meklemburgii-Strelitz księcia Fryderyka Wilhelma (od śmierci swojego ojca wielkiego księcia Jerzego 6 września 1860 kolejnego monarchę). Jedynym synem tej pary, który dożył wieku dorosłego był następny wielki książę Meklemburgii-Strelitz Adolf Fryderyk V.